# Station Ryżyn
Station Ryżyn is een spoorwegstation in de Poolse plaats Ryżyn.